# Grosso modo
Grosso modo é uma locução adverbial latina que significa literalmente “de modo grosseiro”. É usada como sinônimo de "aproximadamente", "cerca de" ou "por alto", "resumidamente", "de modo genérico", "sem entrar em pormenores". Grosso é ablativo singular  masculino de grossus/a/um, ("grosso, grosseiro, sem minúcia"), enquanto modo é ablativo singular de modus/i ("modo, maneira, feição").
Exemplos de uso:
- "Isso significa, grosso modo, que ele deverá ressarcir cada uma das vítimas."

- "O couro cabeludo é, grosso modo, a pele que reveste o crânio do ser humano."

Note-se que não é correto o uso "a grosso modo", "em grosso modo", "de grosso modo",  devendo-se usar apenas a expressão grosso modo sem preposições, pois a expressão latina está no caso ablativo, o que significa que ela já traz em si, subentendida, a preposição.